# Phaenopsectra flavipes
Phaenopsectra flavipes är en tvåvingeart som först beskrevs av Johann Wilhelm Meigen 1818.  Phaenopsectra flavipes ingår i släktet Phaenopsectra och familjen fjädermyggor. Arten är reproducerande i Sverige. Inga underarter finns listade i Catalogue of Life.